# جعفرخان زند
محمدجعفرخان زند (درگذشته ۲۵ ربیع الثانی ۱۲۰۳ قمری)، پسر صادق‌خان زند، پدر لطفعلی‌خان زند و هفتمین پادشاه زندیه بود. او همچنین برادر مادری علیمراد خان زند بود و به همین دلیل بر خلاف پدر و دیگر برادرانش توسط او کشته نشد.
جعفر خان بعد از مرگ علیمرادخان زند در ربیع‌الثانی ۱۱۹۹ به تخت نشست. او چندی فرمانروایی بخش‌های کوچکی از ایران مرکزی و جنوبی را در دست داشت و سرانجام در جنگ قدرت میان دودمان طایفه زند در شیراز و در حالی که بر بستر بیماری بود کشته شد. او را ترسو خوانده‌اند.
پس از آنکه جعفرخان توانست در بصره بر اوضاع مسلط شود انگلیسی‌ها تجارتخانه خودشان را به آن جا منتقل کردند. جعفر خان فرمانی برای امنیت و اطمینان انگلیسی‌ها به منظور تجارت در ایران در تاریخ ۸ ربیع‌الثانی ۱۲۰۲ قمری مطابق با ۱۸ ژانویه ۱۷۸۸ میلادی صادر کرد.

## سفارت جعفرخان
جعفرخان هنگامی که عنوان وزیر اعظم کریم‌خان‌زند را داشت با هیئتی از اصفهان به بهار عازم شد. طبق اسناد پایتخت زندیه در زمان علی‌مرادخان از شیراز به اصفهان انتقال یافته در زمان وزارت میرزا جعفرخان نیز پایتخت دودمان زند شهر اصفهان بود. مسافتی که میرزا جعفرخان از اصفهان تا بهار طی کرده بود ۱۲ روز بود و مدتی هم در آنجا توقف داشته تا رضا بهاری را که آوازه او سر زبان‌ها افتاده بود با خویش به اصفهان ببرد. چون رضا علاوه بر تحصیل علوم فلسفه و شاعری، در سن ۱۵ سالگی مفسّر قرآن شده بود به همین سبب شهرتش تا دربار کریم‌خان رسیده بود.

## مرگ
پس از ناکامی جعفرخان در تصرف اصفهان و در غیاب لطفعلی‌خان که برای سرکوب طوایف لار در آن نواحی به‌سر می‌برد، جمعی از زندانیان جعفرخان از جمله حاجی علیقلی‌خان، صید مرادخان و برادرانش به همراه پسران علی مرادخان با استفاده از فرصت و بیماری جعفرخان، در ۲۵ ربیع‌الثانی ۱۲۰۳ ه‍.ق توطئه‌ای درچیده، به سرای او در ارگ یورش آوردند. گرچه جعفرخان به‌مقابله با شورشیان پرداخت، اما سرانجام توسط آنان کشته شد. قاتلان سرش را از فراز ارگ شیراز به زیر انداختند. پیکر جعفرخان در حرم شاهچراغ بخاک سپرده شد.